# Holzblasinstrument

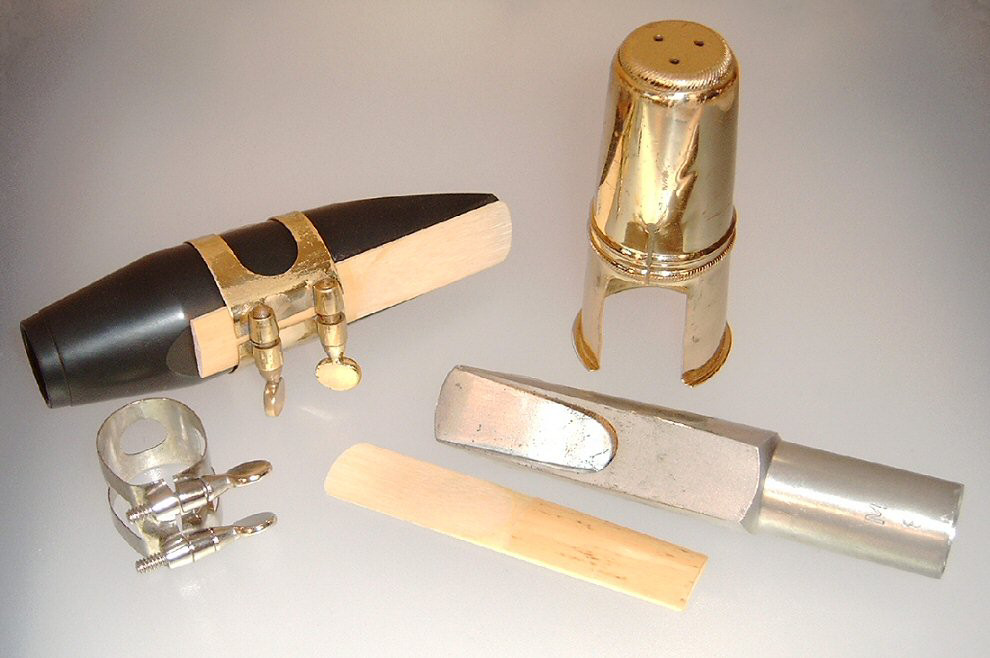
Zwei Rohrblattmundstücke für ein Tenorsaxophon

Holzblasinstrument ist die fachliche Bezeichnung für Blasinstrumente, bei denen die Schwingung der Luftsäule mittels Luftblatt (flach geformter Luftstrom) oder Rohrblatt erzeugt wird. Die Einteilung orientiert sich an der Hornbostel-Sachs-Systematik, wonach Blasinstrumente ausschließlich nach der Tonerzeugung und nicht nach ihrem Material klassifiziert werden. Holzblasinstrument ist ein in der Hornbostel-Sachs-Systematik selbst nicht vorkommender Oberbegriff als Gegensatz zu Blechblasinstrument für zwei Gruppen: „Schneideninstrumente oder Flöten (421)“ (dazu etwa Querflöte und Blockflöte) und „Schalmeien (422)“, heute Rohrblattinstrumente genannt. Letztere werden dreifach unterteilt in Blasinstrumente mit Doppelrohrblättern (422.1, Oboe, Fagott), Einfachrohrblättern (422.2, Klarinette, Saxophon) und der dritten Untergruppe der Durchschlagzungeninstrumente (422.3). 
Die Bezeichnung „Holzblasinstrument“ bezieht sich auf die Tonerzeugung und ist materialunabhängig. Holzblasinstrumente können auch aus Metall oder Kunststoffen bestehen, manchmal kombiniert mit Holzteilen. Die ältesten erhaltenen Flöten wurden aus Knochen hergestellt. Andererseits besteht z. B. der Zink aus Holz, ist aber wegen der Art seiner Schwingungserzeugung zu den Blechblasinstrumenten zu zählen.

## Abgrenzung
Allgemein für Blasinstrumente gilt nach der 1914 veröffentlichten Hornbostel-Sachs-Systematik, dass sie vom Spieler direkt mit dem Mund angeblasen werden und dass die Tonhöhe durch die Länge der schwingungsfähigen Luftsäule im Instrument gegeben ist (die Frequenzen des erzeugten Klangs sind Eigenfrequenzen dieser Luftsäule). Bei den typischen Holzblasinstrumenten wird die Luftsäulenlänge vom Spieler durch Öffnen und Schließen von Tonlöchern eingestellt, entweder direkt mit den Fingern oder mittels Klappen.
In etwas erweitertem Sinn sind Holzblasinstrumente auch solche, die nur je eine einzige Tonhöhe erzeugen können und daher keine Tonlöcher haben, z. B. die Pfeifen der Panflöte, die Trillerpfeifen, und nicht mit dem Mund geblasene Instrumente wie die Labialpfeifen der Orgel.
In einem noch weiteren Sinne werden Instrumente als Holzblasinstrumente angesehen, bei denen eine Luftsäule zwar vorhanden ist, die Tonhöhe jedoch durch die Eigenfrequenz einer elastischen Zunge bestimmt wird. Die Luftsäule kann auf Resonanz mit der Zunge gestimmt sein; dies wirkt sich wesentlich auf Lautstärke und Klangfarbe, aber nur geringfügig auf die Tonhöhe aus. Solche Instrumente erzeugen stets nur eine einzige Tonhöhe und haben daher keine Tonlöcher. Zu dieser Gruppe gehören die Bordunpfeifen einer Sackpfeife und die Zungenpfeifen einer Orgel. Wegen der Ähnlichkeit im Aufbau, teilweise auch im Klang, werden diese Zungeninstrumente oft mit den Rohrblattinstrumenten (wie Klarinette, Oboe usw.) verwechselt.
Der folgende Text bezieht sich großenteils nur auf die typischen Holzblasinstrumente mit Tonlöchern.

## Tonerzeugung

### Allgemein
Die Luftsäule im Instrument wird durch den Spieler am Mundstück zu Schwingungen angeregt. Hier sind drei Arten der Holzblasinstrumente zu unterscheiden:
- Ein flach geformter Luftstrom (Luftblatt) trifft auf eine Anblaskante oder Labium (lateinisch für Lippe) und gerät dort ins Schwingen (z. B. Flöten),
- oder ein einzelnes Rohrblatt schwingt gegen eine feste Öffnung (z. B. Klarinetten, Saxophone),
- oder ein symmetrisches Paar von Rohrblättern schwingt gegeneinander (z. B. Oboe, Fagott).

Durch Bedienung der Tonlöcher wird eine bestimmte Länge der schwingungsfähigen Luftsäule gewählt. Die Schwingung stellt sich dann durch Ausbildung einer stehenden Welle auf eine bestimmte Tonhöhe ein. Der tiefste Ton ergibt sich, wenn alle Tonlöcher geschlossen sind, die Luftsäule also die Länge des gesamten Instruments hat, und die tiefste der dann gegebenen Eigenfrequenzen angeregt wird. Die Luftsäulenlänge ist dann bei den meisten Instrumenten gleich der halben Wellenlänge, bei einigen gleich einem Viertel der Wellenlänge.
Wie bei jedem Musikinstrument ist die Schwingung nicht rein sinusförmig, enthält also nicht nur den der Länge der Luftsäule entsprechenden Grundton, sondern außerdem Obertöne. Diese bestimmen die Klangfarbe. Die Anteile der verschiedenen Obertöne hängen ab
- von der Art der Schwingungsanregung (Luftblatt, einfaches Rohrblatt, Doppelrohrblatt),
- vom Blasdruck,
- vom Material des Instrumentenkörpers (genauer: den Reflexions- und Dämpfungseigenschaften der Innenwand für Schallwellen der verschiedenen Frequenzen),
- von der Form der Bohrung des Instruments: konisch mit größtem Durchmesser am Schallbecher (Oboe, Saxophon), konisch mit größtem Durchmesser am Mundstück (Blockflöte, Traversflöte) oder überwiegend zylindrisch (Klarinette, Böhm-Querflöte),
- von Unregelmäßigkeiten und Rauhigkeiten der Innenwand. Zu diesen zählen auch die Tonlöcher. Arthur Benade berichtet von einem Experiment, ein gewöhnliches Plastikrohr mit einem Doppelrohrblatt-Mundstück anzublasen, und beschreibt den Klang als dumpf und wenig reizvoll. Dasselbe Plastikrohr, mit passenden Bohrungen für Grifflöcher versehen, lieferte dagegen einen Klang mit näselndem, warmem Holz-Timbre, der schon an eine Oboe erinnerte.

Da sich zu Beginn jedes Tons die Schwingung der Luftsäule erst aufschaukeln muss (Einschwingvorgang), reagieren Holzblasinstrumente langsamer als etwa ein Schlaginstrument oder Klavier und müssen in dieser Hinsicht „vorausschauend“ gespielt werden. Zur guten „Ansprache“ eines Instruments gehört ein kurzer Einschwingvorgang bei allen Tönen.
Die Physik der Tonentstehung in Holzblasinstrumenten ist trotz langjähriger Bemühungen noch nicht in allen Einzelheiten verstanden.

### Überblasen
Überblasen heißen die Techniken, durch Erhöhen des Blasdrucks oder andere Maßnahmen das Instrument in einer höheren Lage (manchmal Register genannt) zu spielen. In der schwingenden Luftsäule entstehen dabei ein oder mehrere zusätzliche Schwingungsknoten. Je nach Anzahl dieser Knoten liegt die Frequenz der Schwingung um ein ganzzahliges Vielfaches höher: statt des Grundtons der Luftsäule wird einer ihrer höheren Naturtöne angeregt. In der Praxis lassen sich Holzblasinstrumente mit Ausnahme einiger Flöten nur bis zum dritten oder vierten Naturton überblasen.

### Länge und Tonhöhe
Physikalische Forschungen von Helmholtz, Raleigh u. a. zeigten, dass bei einem Rohrblattinstrument mit zylindrischer Bohrung (wie der Klarinette) im tiefsten Register die Wellenlänge des Tons viermal so groß wie die Länge der Luftsäule ist, bei allen anderen Holzblasinstrumenten dagegen nur doppelt so groß. Da beim tiefsten erzeugbaren Ton die Luftsäulenlänge annähernd die Länge des ganzen Instruments ist, erreicht eine Klarinette trotz annähernd gleicher Baugröße viel tiefere Töne als eine Flöte oder Oboe.

## Einteilung
- Luftblattinstrumente: Die Luftblattinstrumente oder Flöten lassen sich in zwei Gruppen mit jeweils diversen Unterarten einteilen: 1) Flöten ohne Kernspalt: Längsflöten und Querflöten. 2) Flöten mit Kernspalt: Kernspaltflöten. Die Labialpfeifen der Orgel gehören ebenfalls zu den Kernspaltflöten.
- Instrumente mit einfachem Rohrblatt: unter anderem Chalumeau, Saxophon, Klarinette, Bassettklarinette, Bassetthorn, Bassklarinette
- Instrumente mit Doppelrohrblatt
  - Schalmeieninstrumente (der Spieler hält das Doppelrohrblatt zwischen den Lippen): unter anderem Schalmei, Pommer, Oboe, Englischhorn, Oboe d’amore, Heckelphon, Fagott, Kontrafagott, Dulzian, Rankett, Suona, Duduk
  - Instrumente mit Doppelrohrblatt in Windkapsel: Krummhorn, Rauschpfeife, Spielpfeife einiger Sackpfeifen

## Grundtonleiter
Holzblasinstrumente werden wie andere Blasinstrumente zur näheren Beschreibung oft mit einem Tonnamen bezeichnet: Man sagt, „die Oboe ist ein C-Instrument“ oder „steht in C“, manchmal auch etwas irreführend „die Oboe ist in C gestimmt“. Gemeint ist damit die Grundtonleiter, also diejenige Durtonleiter, die auf dem Instrument am leichtesten und besten spielbar ist, wie beispielsweise C-Dur auf der Sopran- oder F-Dur auf der Altblockflöte. Je mehr eine Tonart von der Grundtonleiter abweicht, umso schwieriger ist sie spieltechnisch. Klarinettisten im Symphonieorchester benutzen deshalb nicht immer dasselbe Instrument, sondern je nach Tonart und nach den Vorgaben des Komponisten eine Klarinette in A oder in B.
Manchmal ist mit „in C gestimmt“ auch nur gemeint, dass die Noten für dieses Instrument üblicherweise in der wirklichen Tonhöhe und nicht transponiert geschrieben sind (siehe auch Transponierendes Musikinstrument). Entsprechend bedeutet beispielsweise in B gestimmt bei manchen Instrumenten (Klarinette), dass die übliche Notierung um einen Ganzton höher als der wirkliche Klang erfolgt. Für Blockflöten dagegen, die es ebenfalls mit verschiedenen Grundtonleitern gibt, sind transponierte Noten nicht üblich.

## Stimmung
Die Stimmung im Sinne der absoluten Höhe eines bestimmten Tones – üblich des a1 – ist durch den Bau des Instruments gegeben und lässt sich, anders als bei Saiteninstrumenten, nur in sehr engen Grenzen (ca. um einen Viertelton) verändern. Moderne Instrumente haben z. B. a1 = 440 oder 442 Hz, Barockinstrumente (original oder nachgebaut) oft zwischen 395 und 415 Hz, Renaissanceinstrumente auch 466 Hz.

## Geschichte

### Blasinstrumente im Pleistozän

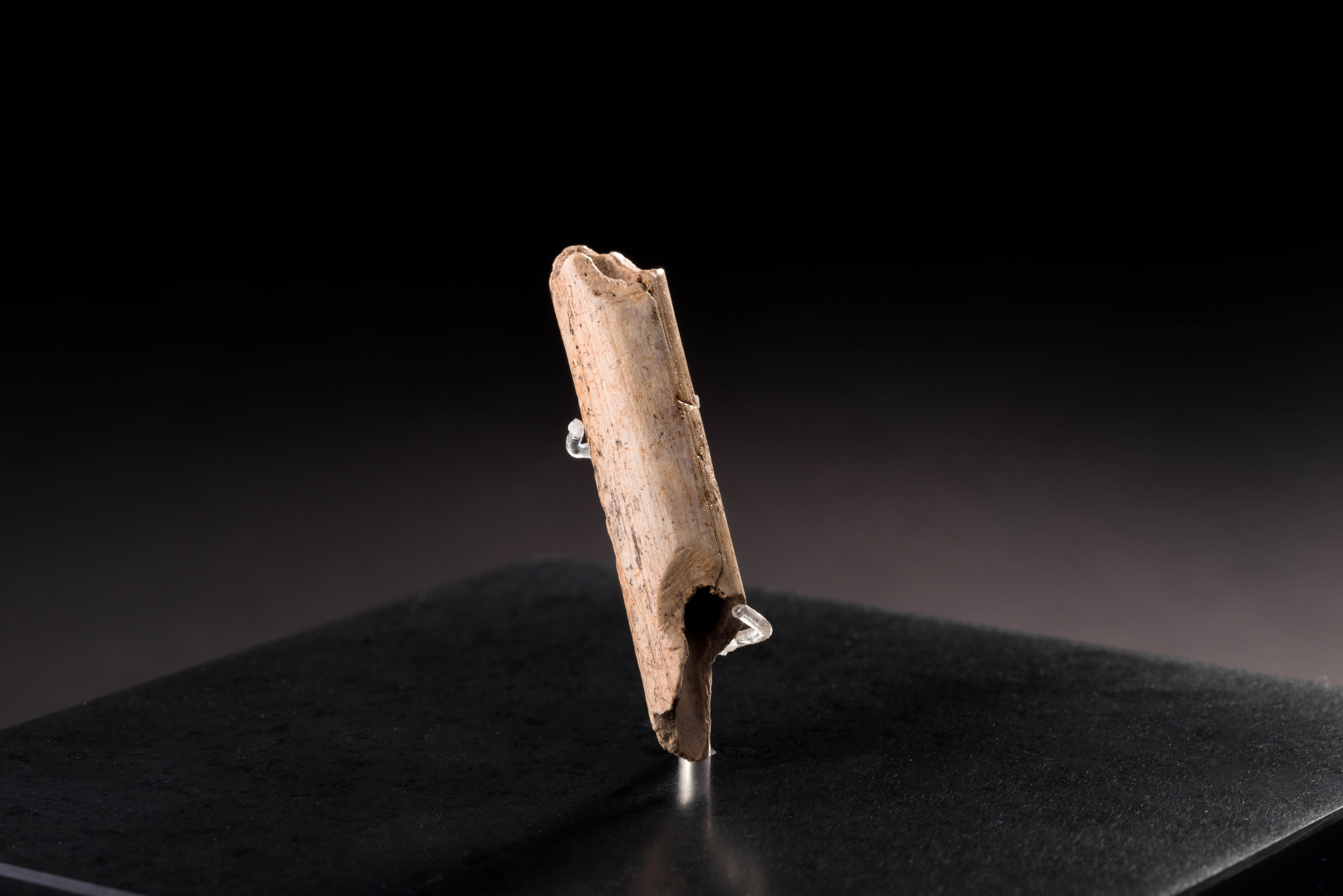
Eines der ältesten Musikinstrumente der Menschheit, Flöte aus Gänsegeierknochen, Vogelherdhöhle (ca. 40 000 Jahre alt, Aurignacien), UNESCO-Welterbe „Höhlen und Eiszeitkunst im Schwäbischen Jura“, Museum der Universität Tübingen

Die nachweislich ältesten Blasinstrumente – und zugleich ältesten Musikinstrumente überhaupt – wurden aus Tierknochen, vor allem von Vögeln, und aus Mammutelfenbein hergestellt. Eines der ältesten bisher entdeckten Instrumente, eine Flöte aus dem Flügelknochen eines Singschwans aus einer Höhle bei Blaubeuren, wird auf ein Alter von mehr als 40.000 Jahren geschätzt.
Als älteste erhaltene Musikinstrumente der Welt gelten etwa 43.000 bis 40.000 Jahre alte steinzeitliche Knochen- und Mammutelfenbeinflöten, die auf der Schwäbischen Alb gefunden wurden. Eine aus dem Knochen eines Gänsegeiers hergestellte Flöte wurde im Sommer 2008 in der Höhle Hohle Fels bei Schelklingen gefunden. Relativ gut erhaltene oder rekonstruierbare Flöten mit Grifflöchern wurden in der Geißenklösterle-Höhle entdeckt. Die Funde zeigen, dass Menschen schon in der Steinzeit, genauer im Jungpaläolithikum, Musik gemacht haben. Zwei der Flöten aus dem Geißenklösterle sind in einem Stück aus Schwanenknochen gefertigt. Die dritte besteht aus zwei zusammengefügten, aus Mammutelfenbein geschnitzten Halbröhren; sie wurde mit mindestens drei, etwa im Terzabstand gestimmten, Grifflöchern versehen (ein viertes könnte weggebrochen sein) und mit seitlichen Kerbungen verziert.
Fragmente von zwei weiteren Flöten stammen aus der Vogelherdhöhle. Eine davon wurde aus Vogelknochen hergestellt, die andere ist aus Mammutelfenbein und in drei nicht zusammenhängenden Bruchstücken erhalten. Im Abraum der Vogelherdhöhle wurde zudem eine dritte Flöte entdeckt. Sie besteht aus einem Fragment mit zwei angeschnittenen Grifflöchern und ist aus Gänsegeierknochen gefertigt. Diese im Museum Alte Kulturen im Schloss Hohentübingen ausgestellte Flöte ist Teil des UNESCO-Welterbes „Höhlen und Eiszeitkunst im Schwäbischen Jura“.

### Blasinstrumente in der Neuzeit
Bereits in der antiken Welt ist ein breites Spektrum an Holzblasinstrumenten durch Quellen und einzelne Funde belegt. In Europa setzte im ausgehenden 15. Jahrhundert ein erster Entwicklungsschub ein. Die verschiedenen Instrumente wurden in unterschiedlichsten Größen gebaut und die damaligen fertigungstechnischen Grenzen dabei ausgereizt. Allgemein üblich waren die Größen Sopran, Alt, Tenor und Bass in Anlehnung an das Gesangsquartett. Insbesondere Instrumente mit Doppelrohrblatt als Tonerzeuger wurden in vielen verschiedenen Ausführungen neu entwickelt oder aus mittelalterlichen Instrumenten weiter entwickelt. In der Zeit des Barock geriet ein großer Teil der Holzblasinstrumente aus der Zeit der Renaissance wieder in Vergessenheit. Anfang des 19. Jahrhunderts setzte in Europa ein zweiter Entwicklungsschub ein, der vor allem auf den neuen Fertigungstechniken zum Bau komplizierter Klappenmechaniken beruhte. Seit der zweiten Hälfte des 20. Jahrhunderts werden neben den modernen Instrumenten auch wieder die Instrumente aus Mittelalter und Renaissance nachgebaut und teilweise weiter entwickelt.